# Zielona Armia
Zielona Armia (ros. Зелёная армия) – antysowieckie zgrupowanie partyzanckie na Białorusi po 1944 roku.
Po ewakuacji z Białorusi wraz z wojskami niemieckimi Rosyjskiej Narodowej Armii Ludowej (RONA) w połowie 1944 roku, w lasach obwodów orłowskiego, briańskiego i kurskiego pozostała duża liczba antysowieckich oddziałów partyzanckich, które zostały zgrupowane w tzw. Zieloną Armię. W jej skład weszli też b. policjanci w służbie niemieckiej, a także reprezentanci miejscowej ludności i uciekinierzy z Armii Czerwonej.
Na czele zgrupowania stanął niejaki Rozdymacha, który podczas okupacji niemieckiej był współpracownikiem Sonderstab „R”. W skład Zielonej Armii wchodziły m.in. oddział byłego współpracownika SD Wojtenki, który doszedł do liczebności ok. 1000 ludzi, po jego rozbiciu powstały z ocalałych partyzantów oddział braci Kozinych, kilkudziesięcioosobowy oddział byłego porucznika RONA Michaiła Chludowa, czy oddziały Ledowkina, Ziemlianki, Łuńkowa, Dudoria, Kazana, liczące najczęściej po kilkanaście osób. Uzbrojenie było zdobywane na nieprzyjacielu, dlatego wielu partyzantów rozpoczynało walkę, dysponując jedynie widłami, kosami lub inną tego typu bronią. Najsilniejsze oddziały partyzanckie operowały w rejonach mglinskim i suraskim (występując pod nazwą Zjednoczonych Oddziałów Powstańczych), praktycznie oczyszczając je z organów władzy sowieckiej.
W odpowiedzi Sowieci skierowali przeciwko nim kilka samodzielnych batalionów Wojsk Wewnętrznych NKWD i Armii Czerwonej, wzmocnionych artylerią i bronią pancerną. Ze względu na problemy ze zniszczeniem ruchu partyzanckiego rozkazem szefa NKWD Ławrientija P. Berii do walki została skierowana z Syberii cała dywizja Wojsk Wewnętrznych NKWD w sile ok. 20 tys. doświadczonych żołnierzy. Podporządkowano ją dowództwu briańskiego NKWD, po czym podzielono na oddziały pacyfikacyjne, które postępowały za oddziałami Armii Czerwonej.
Podczas ciężkich walk na przełomie 1950/1951 r. poległo wielu partyzantów, w tym sam Rozdymacha. Resztki zgrupowania wyprowadzili z okrążenia bracia Kozinowie, stojący na czele jednego z oddziałów partyzanckich. W jednym z ostatnich bojów oddział złożony z mieszkańców wsi Łagierewki zdołał jeszcze rozbić grupę MGB, zabijając kilkunastu funkcjonariuszy, w tym szefa oddziału komariczskiego kpt. Kowaliowa. Do połowy 1951 roku Zielona Armia przestała jednak istnieć. Przez pewien okres zdołały jeszcze przetrwać pojedyncze oddziały, z których największy sformował Nikołaj Kozin.